# Souvrství Cerro Barcino

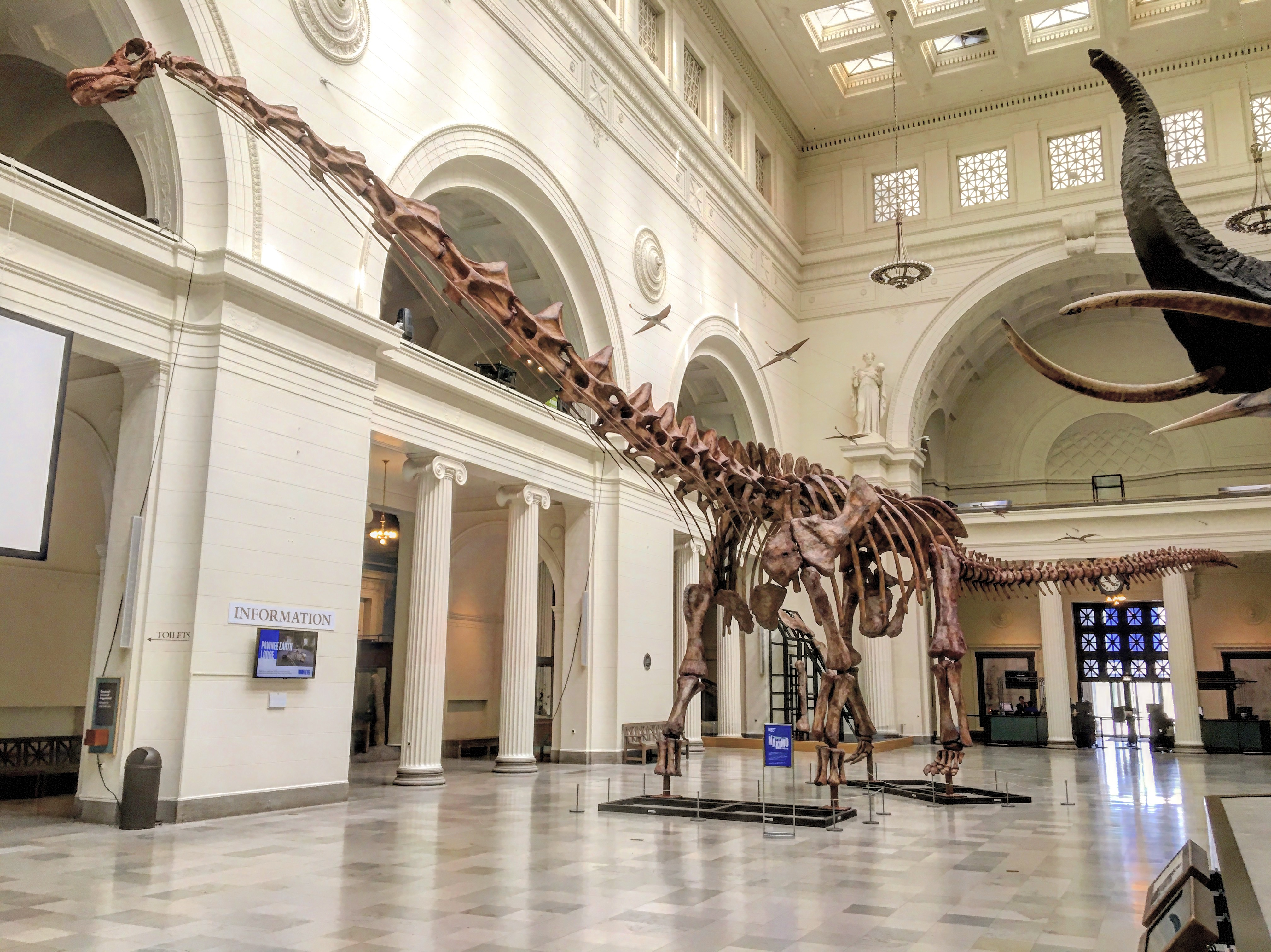
Kosterní rekonstrukce rodu Patagotitan.

Souvrství Cerro Barcino je geologickou formací z období rané křídy (stáří 118 až 98 milionů let), jehož sedimentární výchozy se nacházejí na území argentinské provincie Chubut.

## Charakteristika
Převládajícím typem horniny v tomto souvrství je pískovec, jílovec, slepenec a tuf. Stářím spadá toto souvrství do geologických stupňů apt až alb, konkrétní stáří pak činí asi 118 až 98 milionů let. Představují tedy nejstarší vertebrátní faunu z období spodní křídy na území někdejší Gondwany. Ze sedimentů tohoto souvrství jsou známé zejména dva populární druhy dinosaurů, obří titanosaurní sauropod Patagotitan a obří karcharodontosauridní teropod Tyrannotitan chubutensis.

## Objevené druhy dinosaurů

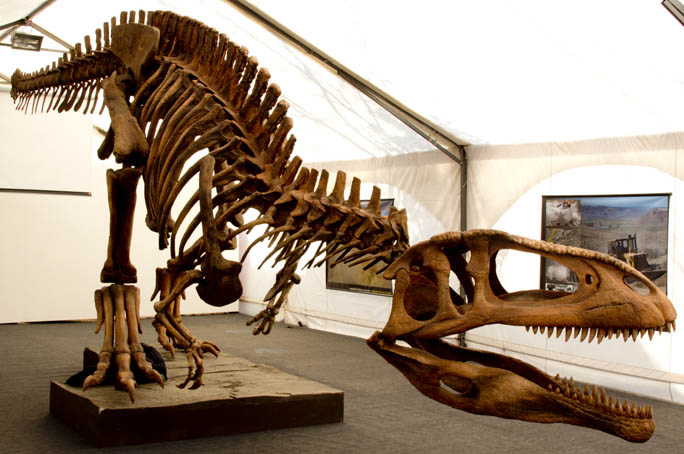
Rekonstrukce kostry teropoda rodu Tyrannotitan.

## Sauropodní dinosauři
- Chubutisaurus insignis[6]
- Patagotitan mayorum[7]
- Titanosauria indet.

## Teropodní dinosauři
- Abelisauridae indet. ("Megalosaurus" inexpectatus)
- Genyodectes serus[8][9]
- Tyrannotitan chubutensis[10]